# الداعي المطلق

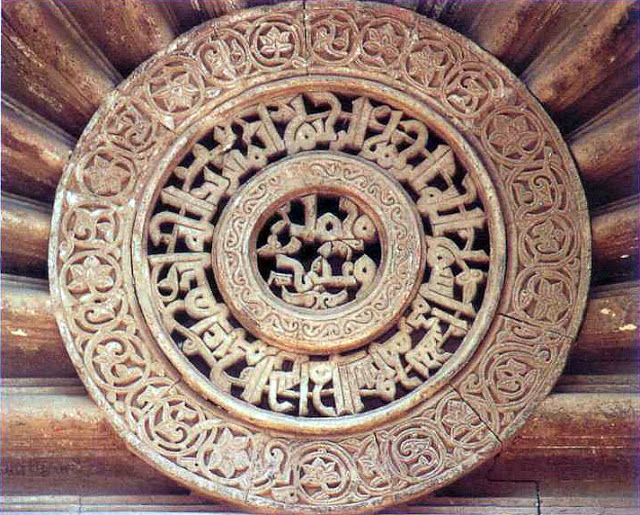
الآية القرآنية 33:33 المنقوشة في مسجد الأقمار على طهارة أهل البيت [ودعاتهم].

الدَّاعِي المُطْلَقْ وتعني السلطة المطلقة في الأمور الدينية والدنيوية، وهو مصطلح عند الشيعة الإسماعيلية المستعلية (الطيبية) يطلقونه على نائب الإمام المستور الذي اختاره الإمام نفسه. تم تعيين أول داعٍ للإمام الطيب أبي القاسم بعد استتاره وهو الداعي ذويب بن موسى الوادعي، الذي تم تعيينه من قبل أروى الصليحي.
بحسب المذهب الطيبي الإسماعيلي، في حالة غياب الإمام، يكون الداعي المطلق هو السلطة العليا في الدين؛ أي أن الداعي المطلق يتمتع بنفس سلطة الإمام، إلا في التشريع. فلا يشرع إلا الإمام ولا يأمر إلا بأمر الإمام المستور. قبل استتار الطيب كان الداعي المطلق يعمل تحت الأوامر المباشرة من الإمام وحدوده الموثوقين بهم في المناطق التي يتواجد فيها المؤمنون الإسماعيليون، إما يعيشون علناً ويعلنون إيمانهم، أو سراً بسبب الخوف من الاضطهاد.
وفي اليمن، بعد استتار الإمام، أعطي الداعي سلطة الإطلاق،، والسلطة الدينية والاجتماعية المطلقة، في ظل المبادئ الحاكمة للعقيدة الطيبية الإسماعيلية. ويعتبر أمر الداعي حكماً نهائياً مسترشداً بالتأييد الإلهي للإمام. وعلى خلاف الإمام الذي لا يعّين خليفة له إلا من أبنائ)، فإن الداعي يستطيع أن يعين خليفة له من يراه أميناً وتقوى وقادراً على إدارة شؤون الدعوة بالحكمة والكفاءة. الداعي الحالي للبهرة الداوودية هو مفضل سيف الدين. والداعي الحالي للسليمانيين الطيبين (المعروفين بالمكارمة) هو الداعي علي بن حاسن المكرمي.
وبحسب الروايات الإسماعيلية المستعلية الطيبية، فإنه قبل غيبة الإمام الفاطمي الحادي والعشرين الطيب أبي القاسم من القاهرة سنة 528هـ/1134م، كان والده الإمام الآمر بأحكام الله الإمام العشرون قد كلف الملكة أروى الصليحي (الحرة الملكة) في اليمن بتعيين خليفة بعد غيبة ابنه الطيب أبي القاسم . قامت الملكة أروى بتدريب وتعيين ذويب بن موسى  كأول داعي في المنصب الحديث.

## النواب (الحدود الكرام)
وللداعي المطلق أن يعين حسب تقديره شخصاً موثوقاً به في كل من درجتَيْ: مأذون الدعوة ومكاسر الدعوة.

### مأذون الدعوة
- المأذون الدعوة - هو المأذون، أو المفوض، أو المرتبة الموثوق بها في مراتب الدعوة، والذي يتضمن دوره التقليدي أخذ البيعة من رعيته بأوامر من الداعي المطلق. وهو في مرتبة روحية في التسلسل الهرمي للدعوة الطيبية الإسماعيلية مباشرة تحت سلطة الداعي ويجلس على يمينه، ويقوم بالأنشطة الدينية حسب أنظمة منظمة الدعوة. فهو يساعد ويطيع رئيسه وسيده الداعي المطلق مهما كلف الأمر. في حالة غياب الداعي فهو بمثابة الوصي عليه. غالبا ما يتم تعيين خليفة الداعي المطلق برتبة مزون، ولكن هذه ليست القاعدة، وكثيرا ما يكون خليفة الداعي شخصا آخر غير المزون. عند وفاة المزون، يختار الداعي شريكًا جديدًا موثوقًا به لشغل المنصب.

### مكاسر الدعوة
- مكاسر الدعوة، مكاسر الدعوة - النائب الثاني للداعي في الطيبية الإسماعيلية. ويجلس عن يمين المأذون في المجالس الدينية. في حالة غياب الداعي والمأذون، يقوم المكاسر بدور الوصي عليهما. عند وفاة المكاسر، يختار الداعي شريكًا جديدًا موثوقًا به لشغل المنصب.

## شاغلي المناصب
منذ إنشاء منصب الداعي المطلق بعد وفاة الخليفة الفاطمي الإمام المنصور الآمر بأحكام الله ، كانت هناك نزاعات عديدة حول خلافة المنصب، مما أدى إلى وجود عدد من الطوائف، ولكل منها قائمها الخاص لهذا المنصب.

### البهرة الداوودية
البهرة الداوودية هم أكبر مجتمع من الإسماعيليين الطيبيين ، الذين تبعوا داود بن قطبشاه برهان الدين الثاني خليفة لداود برهان الدين الأول ، وبالتالي استمدوا اسمهم منه.
ضمن الداوودية البهرة، الداعي المطلق الحالي هو مفضل سيف الدين . وكان آخر داعية هو محمد برهان الدين الذي توفي سنة 2014م. الغالبية العظمى من البهرة الداووديين يعترفون بأن سيف الدين هو الحاكم الثالث والخمسين.
المقر الحالي لداعي الداوودية البهرة يقع في مومباي، الهند.

### البهرة العلويون
البهرة العلويون هم مجموعة صغيرة من الإسماعيليين الطيبيين ، الذين تبعوا علي شمس الدين الخامس خليفة للشيخ آدم صفي الدين ، وبالتالي اشتقوا اسمهم منه.
يستخدم البهرة العلويون لقب "الداعي المطلق" بصيغته الفارسية (داعي مطلق). وشاغل المنصب الحالي هو حاتم زكي الدين ، الذي خلف والده أبو حاتم طيب ضياء الدين في عام 2015.

### السليمانية (المكارمة)
السليمانيون هم مجموعة صغيرة من الإسماعيليين الطيبيين ، الذين تبعوا سليمان بن الحسن خليفة لداود برهان الدين ، وبالتالي استمدوا اسمهم منه.
ابتداءً من عام 1677، كان خلفاء سليمان ينسبون تقريبًا من عائلة المكارمة. واتخذ الدعاة السليمانيون من نجران مقراً لهم، وحكموا المنطقة بدعم من قبيلة يام ، حتى ضعفت قوتهم في ظل الحكم المتعاقب للعثمانيين والسعوديين.
المقر الحالي للداعي السليماني هو في مسجد المنصورة بخشيوه، نجران، المملكة العربية السعودية.
والداعي الحالي هو علي بن حاسن المكرمي.

### الداوودية القطبية
طاهر فخر الدين   هو أحد المطالبين بلقب الداعي المطلق الرابع والخمسين من طائفة البهرة الداودية،  وهي طائفة داخل الإسلام الشيعي . وهو الابن الأكبر لخزيمة قطب الدين ، المطالب بمنصب الداعي المطلق الثالث والخمسين. بعد وفاة الداعي المطلق الثاني والخمسين محمد برهان الدين. توفي خزيمة قطب الدين في 30 مارس 2016.  في 31 مارس 2016 أصدرت عائلة قطب الدين بيانًا جاء فيه أن "خزيمة قطب الدين منح نصًا (إعلانًا عن خليفة) لابنه طاهر فخر الدين".  إن أتباع قطب الدين يعتبرون فخر الدين داعياً مطلقاً، في حين أن أتباع مفضل سيف الدين لا يعتبرونه داعياً مطلقاً.
كان أحد القرارات الرئيسية الأولى التي اتخذها طاهر فخر الدين يتعلق بترتيبات دفن والده وخليفته في المنصب، خزيمة قطب الدين ، الذي توفي في 30 مارس 2016. وقد تقرر نقل جثمان قطب الدين إلى الهند للدفن.  دفن قطب الدين في مسكنه دار سكينة في ثين في 10 أبريل 2016، بعد أن تم ترتيب تحليق جثمانه فوق الروضة الطاهرة بطائرة هليكوبتر من أجل تقديم الاحترام في ضريح والده الداعي طاهر سيف الدين رقم 51 والداعي محمد برهان الدين سلفه وأخيه غير الشقيق. 
كان خزيمة قطب الدين قد رفع دعوى قضائية في محكمة بومباي العليا ضد سيدنا مفضل سيف الدين في عام 2014 زاعمًا أن قطب الدين فقط هو الذي حصل على تعيين صالح للخلافة من برهان الدين.  واصل طاهر فخر الدين جهود والده ضد مفضل سيف الدين في المحكمة العليا في بومباي. وقد تبين فيما بعد أن مفضل سيف الدين لديه جميع الوثائق والشهود ذات الصلة التي تثبت خلافته الشرعية كداعي مطلق، وقد اعترفت المحاكم المختلفة بذلك بعد تقديم جميع الأدلة ذات الصلة، ضد الحجج اللفظية العادلة وعدم وجود أدلة لصالح طاهر فخر الدين.   في 23 أبريل 2024، رفضت المحكمة العليا في بومباي الدعوى المقدمة ضد منصب مفضل سيف الدين باعتباره الداي المطلق الثالث والخمسين لطائفة الداوودي بوهرا. ورفضت المحكمة دعوى طاهر فخر الدين (ابن خزيمة قطب الدين ) وأيدت سيدنا مفضل داعياً للمطلق.. 